# Solbacken, Skellefteå
Solbacken är ett område tre kilometer norr om Skellefteå. Området innefattar dels ett handelsområde men också småindustri, tillverkningsindustri, kontor och Solbackens friluftsområde.   
Handelsområdet stod klart 2007, omfattar en byggnadsyta om totalt 31 250 kvadratmeter (2023) och är nästintill helt byggt i trä, vilket är i linje med Skellefteå kommuns tradition av träbyggnader. Handelsområdet är en del av Trästad Skellefteå och är Sveriges första handelsområde helt byggt i trä.

## Historia
År 1992 invigde OK Petroleum AB en station på Solbacken. En arkitekttävling ägde rum 2004, vilken vanns av White arkitekter. En av förutsättningarna i tävlingen var träprofilen. År 2007 stod handelsområdet klart. Det var då det det största handelsområdet i sitt slag i Europa. Entreprenörer var Fastec Sverige AB och Contractor Bygg AB. Leverantör var Martinsons Group AB. Solbackens friluftsområde, i gamla backhopparbacken,  invigdes 2013. År 2016 byggde både Skellefteå Kraft och Tesla laddningsstationer för elbilar i området. Två år senare, 2018, utsåg tidningen Market Solbacken till Sveriges fjärde bästa handelsområde.
År 2022 ansökte Northvolt om att få bygga 800 tillfälliga bostäder på Solbackens område väster om E4, bredvid Biltema. Ansökan beviljades och första inflyttning skedde i oktober 2022. I november 2022 påbörjade XXL bygget med ett nytt varuhus i området. Det stod klart i mars 2023.

## Butiker
Sommaren 2025 fanns följande butiker på Solbackens handelsområde:
| - Apotek Hjärtat - Apoteket - Arken Zoo - Bavaria - Blomsterlandet - Cirkle K - Bilinorr - Dressmann - Elda - Ica Maxi - Intersport - Jysk - Kappahl - Lager 157 - Lekia - Lindex - McDonald’s - Max Hamburgerrestauranger - Opus Bilprovning - Rusta - Skopunkten - Systembolaget - Wayne's Coffee - Willys - ÖoB - Ömans mattor (Matt-tema) |